# Getica
Getica – napisana ok. 551 r. kronika „O pochodzeniu i czynach Gotów” (org. Getica), która jest skróconą wersją (wyciągiem) większej pracy Kasjodora Historia Gotów w 12 księgach, która nie zachowała się do naszych czasów. Autorem był Jordanes – historyk i kronikarz gocki.

## Wartość historyczna
Jest to podstawowe źródło o historii Gotów od czasów legendarnych do 540 r., czyli czasów jeszcze nieodległych autorowi. Uwzględniono w nim stosunki polityczne Gotów z Rzymianami oraz genealogie królewskich rodów: ostrogockiego (Amalów) i wizygockiego (Baltów).
Są w nim podstawowe informacje o pochodzeniu Hunów, ich wyglądzie zewnętrznym, pojawieniu się w Europie, królach, a zwłaszcza o Attyli: jego rodzina, wygląd fizyczny, okoliczności śmierci, opis barwnego pogrzebu, bitwy na Polach Katalaunijskich i nad rzeką Nedao, a także o dalszych losach jego poszczególnych synów.
W dziele tym wspomniane są również plemiona Antów, Wenetów i Sklawinów, uważanych za Słowian.

## Polski przekład
Pracę Jordanesa przetłumaczył Edward Zwolski. Tekst z wstępem i opracowaniem ukazał się w 1984 r. nakładem Wydawnictwa Towarzystwa Naukowego Katolickiego Uniwersytetu Lubelskiego jako: Kasjodor i Jordanes. Historia gocka czyli Scytyjska Europa, Lublin: Wydawnictwo Towarzystwa Naukowego Katolickiego Uniwersytetu Lubelskiego 1984. Przekład dzieła Jordanesa, s. 91–171